# Serge Mangin

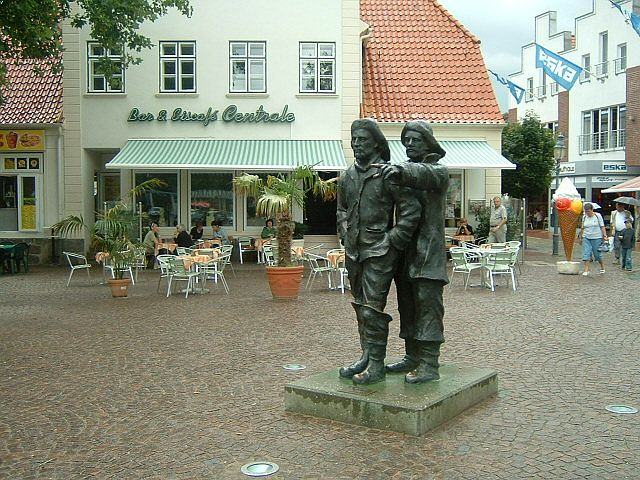
»Memorial a los pescadores ", Neustadt de Holstein

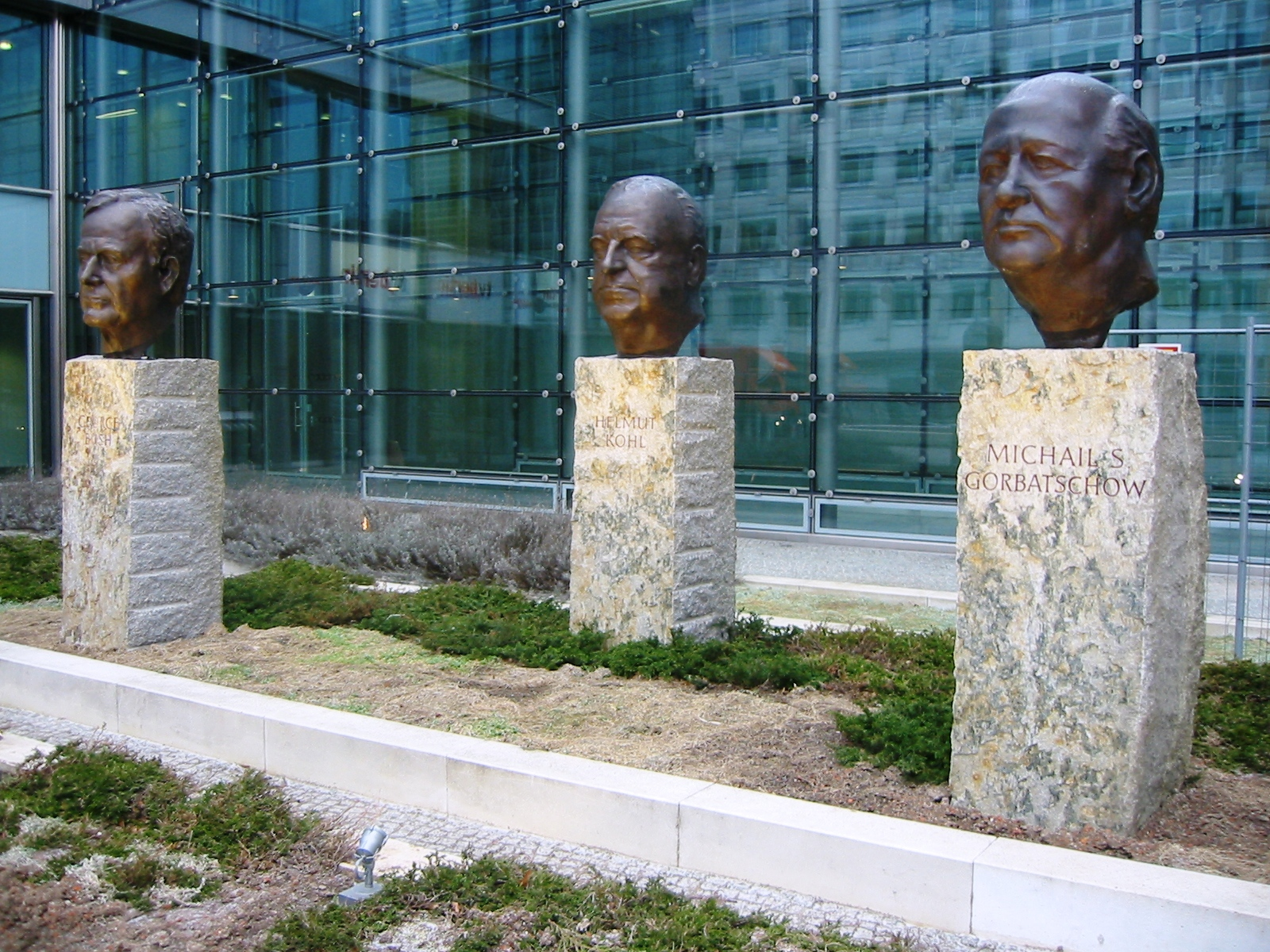
Monumento a los padres de la unidad en Berlín-Kreuzberg

Serge Mangin es un escultor francés. Mangin nació en 1947 en París, y en la actualidad vive en Múnich. 

## Biografía
Serge Mangin emigró a Alemania en 1970, donde fue alumno de Anton Rückel. Algunos rostros conocidos retratados por este escultor son Ernst Jünger, Hans Küng, Luciano Pavarotti, Helmut Kohl, Henry Miller y el Mijaíl Gorbachov.
El embajador francés, François Scheer, le hizo entrega el de Caballero de la Orden de las Artes y Letras en 1995.